# Föhr
Föhr (en frisón septentrional: Feer; en danés: Før) es una de las islas Frisias septentrionales en la costa alemana del mar de Frisia. Forma parte del distrito de Nordfriesland en el Estado federal de Schleswig-Holstein. Föhr es la segunda isla más grande alemana en el mar del Norte.

## Geografía
Föhr está localizada al sureste de Sylt. Entre las islas alemanas solo accesibles por barco o avión (i.e. sin puente, túnel o vía que la conecte con el continente), Föhr es la más poblada y de mayor superficie.
Föhr es llamada "la isla verde", debido a estar protegida de las tormentas del mar del Norte por las islas contiguas de Sylt y Amrum, por lo que su vegetación es mayor comparada con las otras islas. La parte norte de la isla se compone de marismas, mientras que el sur consiste en geests altos. Al igual que sus islas vecinas, Föhr es un destino turístico popular. Desde el terminal de ferry se extiende una playa de arena de unos 15 km de largo a lo largo de la costa sur de la isla. Al norte y noroeste de la isla, se extiende parte del parque nacional del Mar del Norte
La población de Föhr asciende a 8.593 (al 17 de julio de 2008). El único poblado de la isla es Wyk, localizado en la costa sureste, y es un complejo turístico popular a orillas del mar. Además, existen dieciséis pequeñas aldeas en Föhr, las cuales se distribuyen entre once municipios y están adscritos al Amt Föhr-Amrum:
- Alkersum (en frisón septentrional: Aalkersem)
- Borgsum (Borigsem)
- Dunsum (Dunsem), que comprende Lesser y Gran Dunsum
- Midlum (Madlem)
- Nordseebad Nieblum (Njiblem) con su vecina Goting (Guating)
- Oevenum (Ööwnem)
- Oldsum (Olersem), los distritos de Toftum (Taftem) y Klintum (Klantem)
- Süderende (Söleraanj)
- Nordseebad Utersum (Ödersem) con la vecina Hedehusum (Hedehüsem)
- Witsum (Wiisem)
- Wrixum (Wraksem)

Una peculiaridad local es que casi todos los topónimos terminan con el sufijo -um, que significa "asentamiento".

## Historia

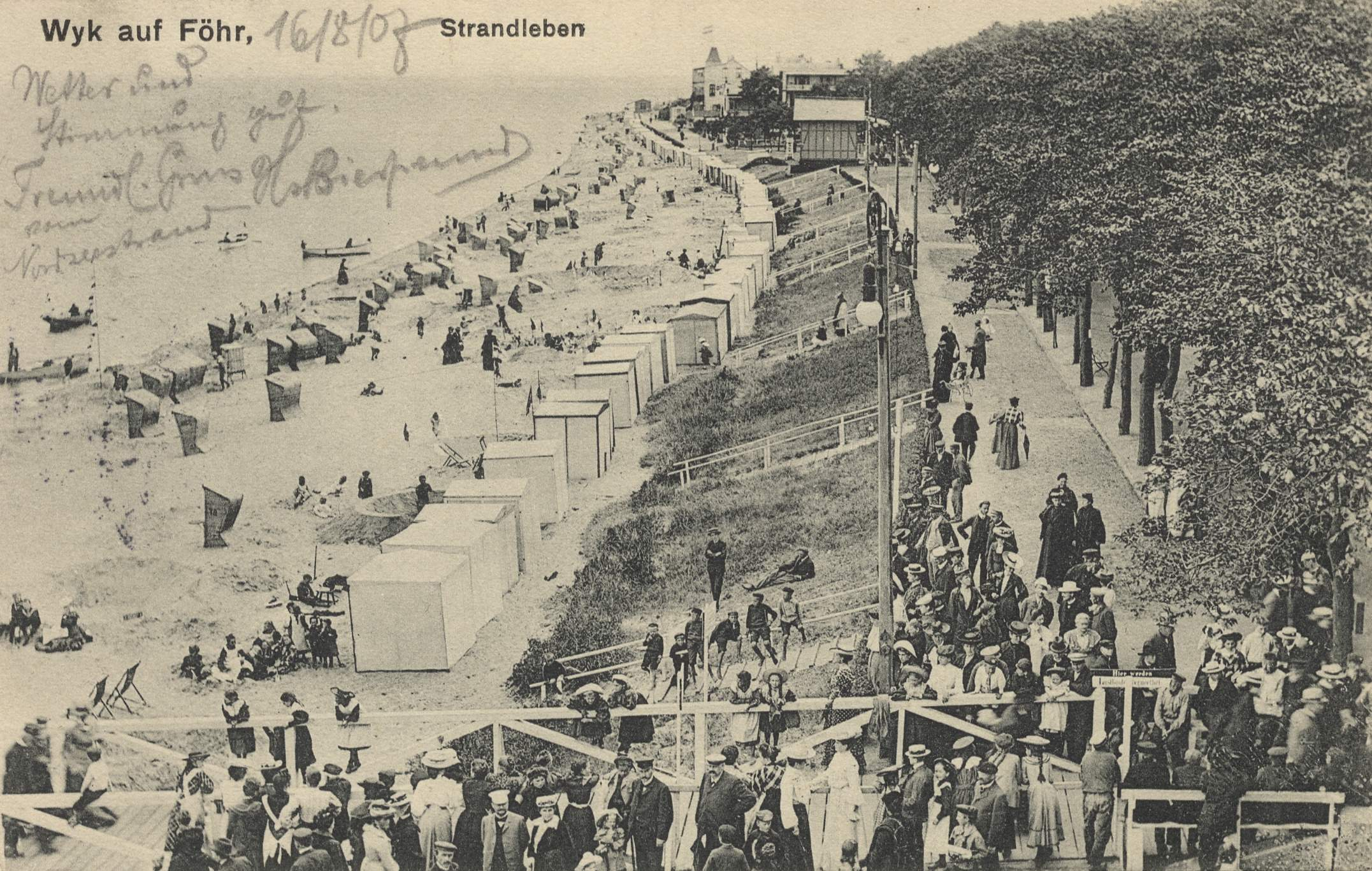
Playa turística en Wyk en 1907.

Los núcleos altos de geests de las islas Frisias septentrionales, repartidos entre amplias zonas pantanosas, atrajeron a colonos cuando el nivel del mar se elevó a fines del Neolítico. Varias sepulturas y artefactos de menor importancia dan testimonio de este primer asentamiento.
Cuando los frisones colonizaron el área del norte de Nordfriesland durante el siglo VII, sus primeros asentamientos fueron erigidos en Föhring, según descubrimientos arqueológicos. La isla, antes escasamente habitada, tuvo un repunte en su población. El descubrimiento de una gran cantidad de joyería procedente de Escandinavia en tumbas de la época señalan una conexión vívida con el norte de Europa. Por otra parte, varias murallas que datan de la época de los Vikingos, como en Lembecksburg, aún se preservan.
El Libro de la Tierra del rey Valdemar II de Dinamarca cuenta de dos Harden en Föhr, las subdivisiones territoriales de la época. El Westerharde fue algunas veces refugio de piratas que servían a los daneses. En 1368, Westerharde, que también incluía a Amrum, fue transferida a los condes de Holstein bajo supervisión del caballero Klaus Lembeck, bailío de Ribe. En 1400, el Harde se rindió a la reina Margarita I de Dinamarca y permaneció al interior del condado de Ribe. Hasta 1864, la parte occidental de Föhr, junto con Amrum, perteneció a los enclaves daneses al norte de Frisia; mientras que Osterland y Wyk formaron parte del ducado de Schleswig, desde que este se había separado del Reino de Dinamarca en la década de 1420. Junto con el Wiedingsharde, el Bökingharde, la isla de Strand y Sylt, Osterland en 1426 firmó el "Compacto de los siete Harden" (en alemán: Siebenhardenbeliebung) con el duque Enrique IV de Schleswig, que estableció que los Harden pretendían mantener su autonomía judicial.
En 1523, las marismas al norte de Föhr fueron separadas del mar por diques y se ganaron 22 hectáreas para tierras agrícolas. A inicios de 1526, la Reforma Protestante empezó a introducir el Luteranismo en Föhr que terminó de instaurarse en 1530.

## Economía
La económica de Föhr depende fundamental del turismo, aunque la agricultura y la producción de pastos desempeñan un papel importante. Mientras que el puerto de Wyk alberga varios barcos de pesca de mejillones.

## Medios de transporte

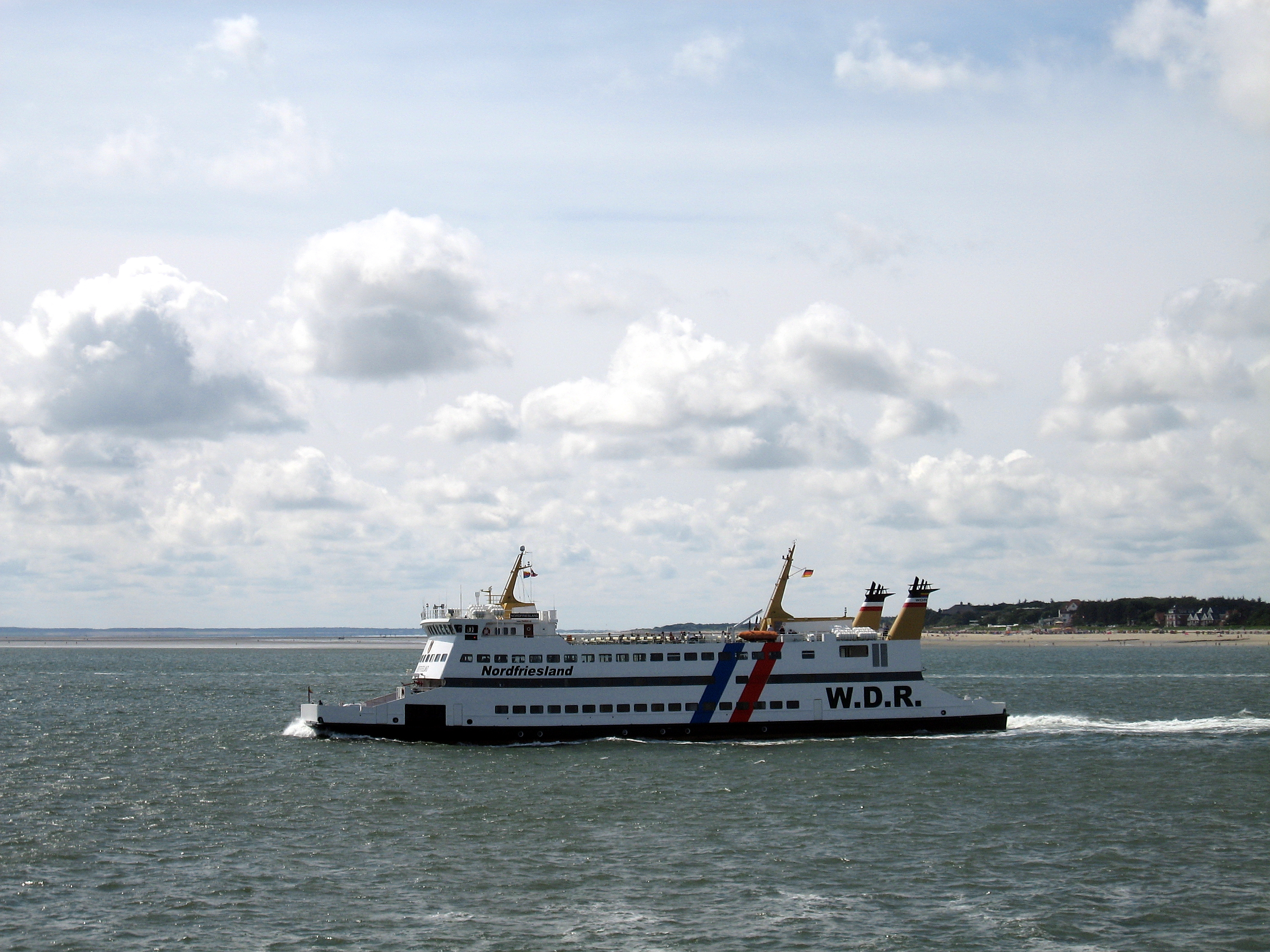
Un ferry de automóviles y pasajeros partiendo de Föhr.

La isla es accesible por un ferry que conecta el puerto de Dagebüll en el continente con el pueblo de Wyk (aproximadamente 10-12 viajes por día, de una duración aproximada de 45 minutos). El puerto de Dagebüll está conectado con la red alemana de carreteras y trenes. También existen servicios frecuentes de ferries desde Föhr hasta la isla vecina de Amrum (aprox. a una 1 hora de distancia), así como ferries pedestres de Sylt a Halligen, aunque estos últimos solo por temporadas.
Un servicio de bus conecta a Wyk con todas las aldeas de la isla. También es posible acceder a Föhr por pequeños aeroplanos en una pista de aterrizaje. 

## Atracciones

### Wyk
Los sitios de interés incluyen un campanario (erigido en 1886), así como la esplanada Sandwall. Las costumbre e historia frisia son expuestas en el Museo Frisón de Dr. Carl Haeberlin, en cuya entrada se encuentra dos huesos de mandíbulas de ballena.

### Edificios religiosos

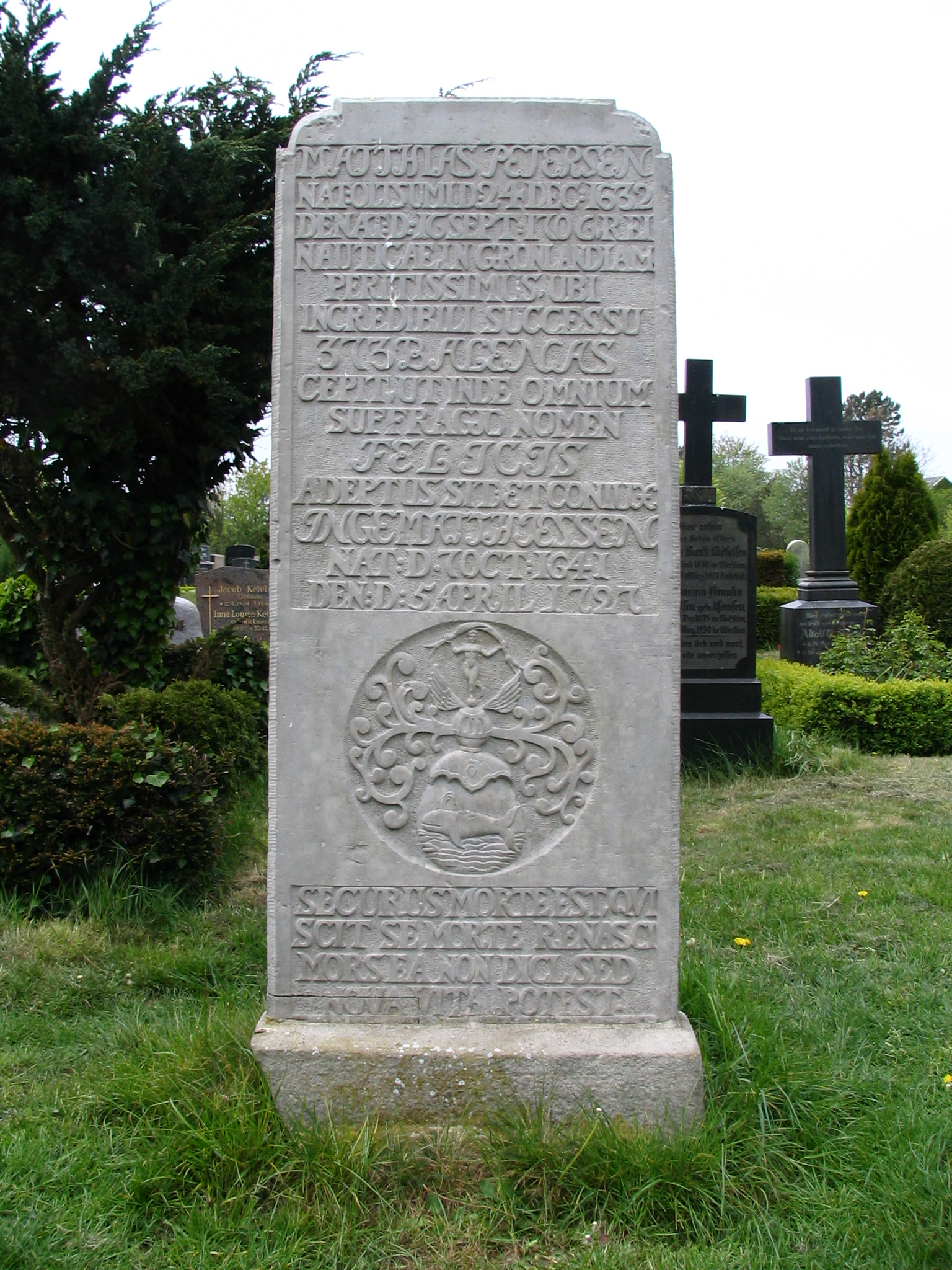
Tumba del ballenero Matthias Petersen en Süderende.

La isla alberga tres iglesias medievales de los siglos XII y XIII: la iglesia de San Nicolás en Wyk-Boldixum, de San Juan en Nieblum y de San Lorenzo en Süderende. El cementerio adyacente contiene tumbas inusuales que pueden mostrar imágenes.